# Johann Friedrich Bunte
Johann Friedrich Bunte (auch Johan Friedrich Bunte; * 15. Oktober 1769 in Horn, Fürstentum Lippe-Detmold; † 9. Mai 1843 in Amsterdam) war ein deutscher Komponist. Bunte wurde schon früh von seinem Vater in Musik unterrichtet, zunächst mit der Violine, später auch in anderen Instrumenten. Bereits mit 14 Jahren wurde er Mitglied des Lippe-Detmold’schen Hoforchesters. Mit 18 Jahren ging er nach Osnabrück, wo er Unterricht in Harmonielehre vom dortigen Organisten Veltmann erhielt. In dieser Zeit begann er, kleinere Musikstücke zu schreiben. 1794 wurde er zum Musikdirektor in Lippstadt ernannt.
Mit seiner ersten Frau Charlotte Elisabeth Vieregge, die im Jahr 1800 verstarb, hatte er eine Tochter und einen Sohn, Frederick Bernhard. Seine zweite Frau, Amelia Schmitz, gebar den gemeinsamen Sohn, Ludwig August, der später seiner Laufbahn als Violinist und Dirigent folgte. In den Aufzeichnungen dieser Zeit wird Johann Friedrich Bunte als bescheiden, strahlend sowie ordnungsliebend beschrieben und als liebevoller Vater. Besonders seine Quartette und Quintette waren bei seinen Zeitgenossen sehr beliebt. Doch hat er auch eine Reihe von anderen Werken geschrieben. Aus seiner Lippstädter Zeit sind bekannt:
- 3 Konzerte für Oboe
- 1 Konzertante für Oboe und Violine, für seinen Bruder, der Oboist war
- 1 Konzert und Concertino für Violine
- 2 Quartette für 2 Violinen Alt und Bass
- 2 Sinfonien
- 1 Konzert für Horn
- 1 Konzert für Fagott
- 3 Konzertarien und einige deutsche Lieder

1807 folgte er einem Ruf nach Amsterdam. Die Deutsche Oper engagierte ihn dort für mehrere Jahre als Geiger. In dieser Periode sind folgende Werke entstanden:
- 2 Quartette für Streichinstrumente
- 1 Trio für 2 Violinen und Bass
- 3 Duette für 2 Violinen
- 1 Sonate für Klavier forte
- 1 Konzertant für 2 Violinen
- 1 Concertino für die Violine

sowie zehn Variationen für Singstimme, zwei Violen und Violoncello: Kind, will du ruhig schlafen. Opus 1, verlegt bei André Offenbach.